# Mertein von Mergentheim
Mertein von Mergentheim war der Name eines erloschenen deutschen Adelsgeschlechts aus Bad Mergentheim.
Im 14. Jahrhundert ging das Dorf Messelhausen vollständig und das Schloss als Lehen aus dem Besitz der Grafen von Hohenlohe in das Eigentum der Herren Mertein von Mergentheim über. Diese verkauften beides im Jahr 1401 für 1430 Gulden an die Stadt Rothenburg ob der Tauber.